# Erne (schip, 1886)
De Erne was een volledig opgetuigd ijzeren zeilschip dat aan het eind van de 19e eeuw werd gebouwd.
Het werd gebouwd door Russel & Company voor Nourse Line. Het schip werd in mei 1886 te water gelaten. In 1908 ging het eigendom over naar River Plate Shipping Co in Montreal in Canada en in 1909 naar Erne Shipping Co. in het Verenigd Koninkrijk.
Het had een gewicht van 1.692 ton en werd vernoemd naar de rivier Erne in het noordwesten van Ierland. Het was 77,9 meter lang, 11,7 meter breed en 7,1 meter diep. In 1895 had de Erne 22 dagen nodig om van Barbados naar Liverpool te varen.

## Migranten
Nourse Line gebruikte het schip voornamelijk voor het transport van Indiase contractarbeiders naar de koloniën. Details van enkele van deze reizen zijn als volgt:
| Bestemming   | Datum van aankomst | Aantal passagiers | Sterfgevallen tijdens de reis |
| ------------ | ------------------ | ----------------- | ----------------------------- |
| Suriname     | 27 april 1890      | 634               | n.b.                          |
| Suriname     | 14 april 1894      | n.b.              | n.b.                          |
| Fiji         | 24 april 1896      | 557               | n.b.                          |
| Suriname     | 27 april 1899      | n.b.              | n.b.                          |
| Brits Guyana | 1906               | n.b.              | n.b.                          |

## Storm op zee
Begin 1912 verliet het schip Boston met als bestemming Argentinië. Tijdens een storm brak het schip bijna doormidden, waardoor de boeg en de achtersteven werden gescheiden. Ondanks de schade zonk het schip niet omdat het ruim geladen was met hout. Na een week werden negen opvarenden gered door een passerend schip; tien anderen bleven vermist. Het schip is voor het laatst ondersteboven gezien bij Sable Island.